# Христян Олексій Іванович
Олексі́й Іва́нович Христя́н (нар. 4 травня 1949) — радянський український футболіст, нападник. Відомий завдяки виступам у складі дніпровського «Дніпра», київського «Динамо» та олімпійської збірної СРСР. Майстер спорту СРСР.

## Життєпис
Олексій Христян — вихованець дніпровського футболу. В системі «Дніпра» з 1961 року. У 1966 році дебютував у основному складі «дніпрян», а вже за два роки разом з Василем Лябиком був призваний на службу до внутрішніх військ УРСР та потрапив до «дубля» київського «Динамо». За час перебування в Києві Христян провів в основі киян всього два поєдинки, відзначившись одним забитим м'ячем. У 1969 році викликався до лав олімпійської збірної СРСР.
У 1970 році повернувся до Дніпра, поступово ставши одним з ключових футболістів команди Валерія Лобановського. У 1971 році дніпряни здобули «золото» першої ліги чемпіонату СРСР, а Христян став другим бомбардиром команди, вразивши ворота суперника 12 разів за сезон. Захищав кольори «Дніпра» до 1977 року, після чого виступав у Кубку НДР у складі «ТШГ Нойштреліц».

## Досягнення
Командні трофеї
- Переможець першої ліги чемпіонату СРСР (1): 1971
- Бронзовий призер першої групи класу «А» чемпіонату СРСР (1): 1970

Індивідуальні здобутки
- Майстер спорту СРСР
- У списках «33 найкращих футболістів України» (3): № 2 (1969), № 3 (1968, 1974)